# Canon EF 38-76mm
Il Canon EF 38-76mm è un obiettivo zoom standard per reflex Canon con attacco Canon EF
È l'obiettivo di punta fornito in kit con la Canon EOS 3000.